# آیتا

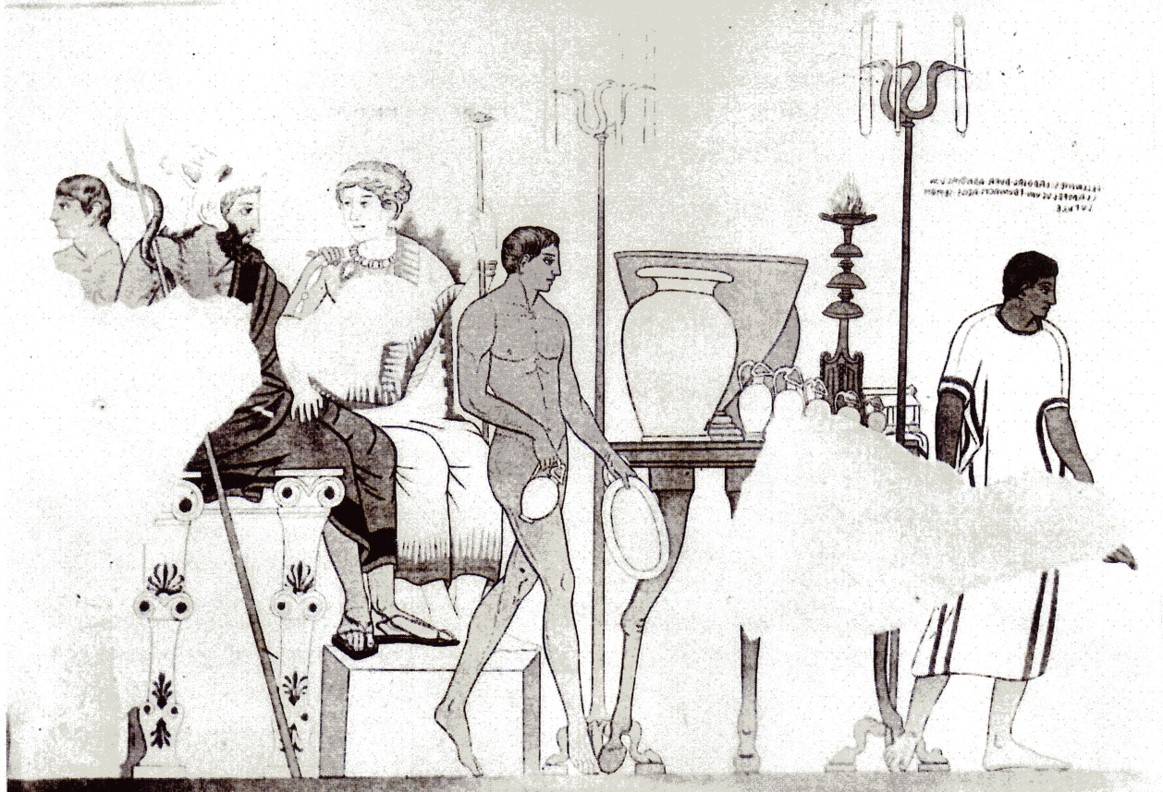
Eita در نوشتار کتیبه‌های اتروسک

آیتا (انگلیسی: Aita (همچنین Eita در نوشتار کتیبه‌های اتروسک) نام معادل اتروسک به یونانی «هادس»، فرمانروای جهان مردگان است.